# Elias (football, 1981)
Pour les articles homonymes, voir Elias.
Elias Alves da Silva dit Elias, né le 4 septembre 1981 à Montalvânia (Brésil), est un footballeur brésilien, qui évolue au poste de milieu de terrain.

## Biographie
Elias a joué 143 matchs et inscrit 7 buts en 1re division portugaise (chiffres arrêtés à l'issue de la saison 2009-2010).

## Palmarès
- Championnat du Portugal
  - Vainqueur : 2003

- Coupe de la Ligue portugaise
  - Vainqueur : 2008

- Coupe de Bulgarie : 
  - Vainqueur : 2013

- Supercoupe de Bulgarie : 
  - Vainqueur : 2013